# Juan Adrián Salas
Juan Adrián Gómez Salas (20 ottobre 1990) è un giocatore di calcio a 5 paraguaiano.

## Biografia
Soprannominato "el Cholo", è fratello del laterale Javier Adolfo Salas.

## Palmarès
- Coppa Italia: 1
Real San Giuseppe: 2022-23

- Coppa Libertadores: 1
Cerro Porteño: 2016